# Ansan OK Savings Bank Rush & Cash

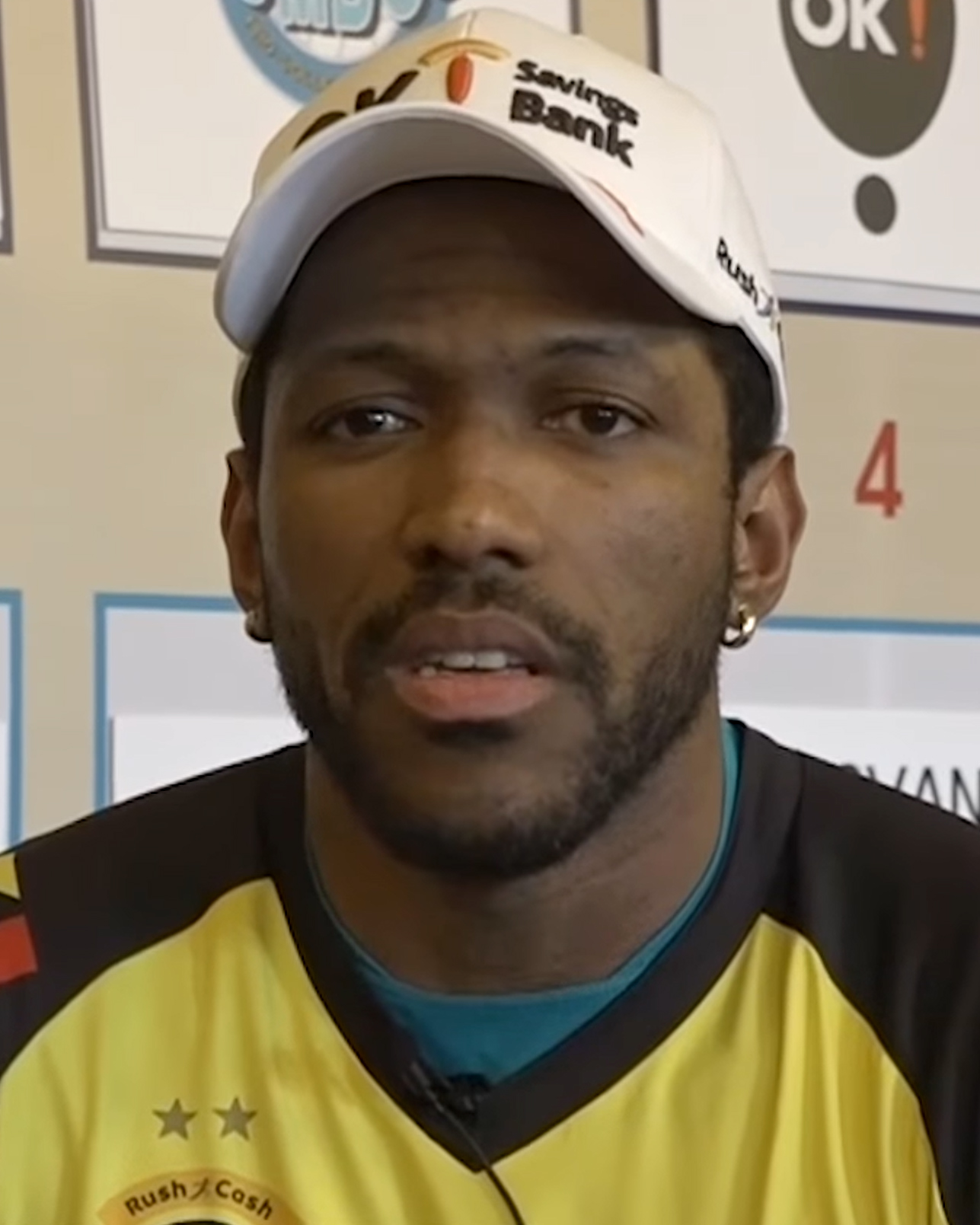
Yosvany Hernandez Cardonell zawodnikiem Ansan OK Savings Bank Rush & Cash w sezonie 2018/2019

Ansan OK Savings Bank Rush & Cash (kor. OK저축은행 러시앤캐시 배구단) – południowokoreański męski klub siatkarski z siedzibą w Ansan.

## Sukcesy
Mistrzostwo Korei Południowej:
- 2015, 2016
- 2024[1]
- 2021

## Nazwy klubu
- 2013-2014 Ansan Rush&Cash Vespid
- 2014-2020 Ansan OK Savings Bank Rush & Cash
- 2020-2024 Ansan OK Financial Group OKman
- 2024- Ansan OK Savings Bank OKman

## Obcokrajowcy w drużynie
| Lata gry                  | Imię i nazwisko             | Pozycja     |
| ------------------------- | --------------------------- | ----------- |
| 2025-                     | Dimityr Dimitrow            | atakujący   |
| 2024-2025 (od 06.11.2024) | Krystian Walczak            | atakujący   |
| 2024-2024 (do 11.2024)    | Manuele Lucconi             | atakujący   |
| 2021-2024                 | Leonardo Leyva Martinez     | atakujący   |
| 2020-2021                 | Felipe Banderò              | atakujący   |
| 2019-2020                 | Leo Andrić                  | atakujący   |
| 2018-2019                 | Yosvany Hernandez Cardonell | przyjmujący |
| 2017-2018 (od 01.12.2017) | Marco Ferreira              | atakujący   |
| 2017-2017 (do 11.2017)    | Bram Van den Dries          | atakujący   |
| 2016-2017 (od 12.2016)    | Mohammed Al Hachdadi        | atakujący   |
| 2016-2016 (do 01.12.2016) | Marko Bojić                 | przyjmujący |
| 2014-2016                 | Roberlandy Simón Aties      | środkowy    |
| 2013-2014                 | Árpád Baróti                | atakujący   |